# Смольянинов, Николай Алексеевич
Никола́й Алексе́евич Смольяни́нов (8 [20] мая 1885, Москва — 1957, Москва) — советский минералог, доктор геолого-минералогических наук, профессор МГУ, заведующий минералогическим музеем МГРИ.

## Биография
Родился 8 (20) мая 1885 года в городе Муроме, Владимирская губерния в семье служащего.
Начальное образование получил в городском училище. В 1909 году экстерном окончил Владимирскую губернскую гимназию.
В 1910—1915 годах обучался на Естественном отделении Физико-математического факультета Императорского Московского университета, который окончил с дипломом I степени и где был оставлен ассистентом. Влияние прогрессивных идей В. И. Вернадского в области минералогии и геохимии и работа с профессором минералогии МГУ П. П. Пилипенко предопредилили дальнейшую судьбу молодого учёного. Ещё будучи студентом, он был включён в состав Забайкальского отдела Московской радиевой экспедиции, организованной В. И. Вернадским.
С 1916 года выполнял обследование и поиски новых месторождений стратегического сырья, проведение химических анализов сплавов по заданию Главного Артиллерийского управления.
В начале 1920-х годов изучал Журавлинское месторождение бокситов на Урале, где впервые был обнаружен боксит в ассоциации с алунитом и каолинитом. В конце 1920-х годов главными объектами исследований Н. А. Смольянинова стали высокотемпературные месторождения вольфрама (Джида, Белуха, Букука в Забайкалье), молибдена (Пластунское в Приморье, Чикойское в Забайкалье) и ванадия (Сулеймансайское в Казахстане).
Особо важное практическое значение имели его работы 1930-х годов по открытию и изучению вольфрамовой рудоносной провинции в Средней Азии с шеелитоносными месторождениями скарнового типа (Чорух-Дайрон, Лянгар и др.). Вольфрамовую минерализацию месторождения Чорух-Дайрон (Таджикистан) Н. А. Смольянинов обнаружил среди образцов старой коллекции П. К. Алексата. Для подтверждения находки руководимой им кафедрой была организована экспедиция, выявившая наличие промышленных запасов шеелита на месторождении Чорух-Дайрон. За открытие месторождений шеелитоносных скарнов, их всестороннее изучение, личный вклад в создание минеральной базы СССР Николай Алексеевич был награждён орденом «Знак Почета» и удостоен Государственной премии.
Профессор Смольянинов участвовал в качестве консультанта и руководителя экспедиций в работах Горно-химического треста, Треста редких элементов, Гиредмета, Института прикладной минералогии, Таджико-Памирской экспедиции, Союзникельоловоразведки, Главзолота, Средазцветметразведки и других организаций.
Им написано большое количество работ, посвященных истории минералогии в России и выдающимся минералогам — В. И. Вернадскому, А. Е. Ферсману, О. М. Шубниковой и др.

### Научно-организационная работа
С 1936 по 1941 годы — заведующий сектором Минералогии Институт геохимии, минералогии и кристаллографии им. М. В. Ломоносова (ЛИГЕМ АН СССР).
В годы Великой Отечественной войны геологи Московского университета под руководством профессора Смольянинова открыли и исследовали вольфрамовое месторождение в Средней Азии — одно из крупнейших в СССР. Во время войны он находил применение при изготовлении сверхтвердых сплавов, употребляемых в производстве бронебойных снарядов, изготовлении режущего инструмента в металлообрабатывающей промышленности и др. Вольфрамовая промышленность в нашей стране по существу была создана именно в период Великой Отечественной войны. В 1946 году работа Смольянинова по открытию, исследованию и освоению вольфрамовых месторождений Средней Азии была удостоена Сталинской премии.
Ответственный редактор капитального труда «Минералы СССР», начатого по предложению А. Е. Ферсмана. Инициатор создания комиссии по новым минералам, утверждённой в 1956 году на съезде Всесоюзного минералогического общества.
В Геолкоме курировал работу по созданию минерально-сырьевой базы цветных металлов СССР.

### Педагогическая работа
Преподавать начал ещё в студенческие годы, проводя со студентами и магистрантами МГУ практические занятия по различным предметам. На кафедре Н. А. Смольянинов работал непрерывно: ассистентом, преподавателем, приват-доцентом и профессором. С 1944 по 1950 годы — заведующий кафедрой минералогии МГУ.
С момента открытия МГРИ в 1930 году — преподаватель-доцент, с 1940 по 1956 годы — заведующий кафедрой минералогии и кристаллографии.
C 1949 по 1951 год преподавал в МХТИ основы минералогии.
Автор многих учебных пособий по минералогии: «Таблицы для определения минералов» (1933), «Определитель гипергенных минералов» (в соавторстве Е. С. Синегубом, 1950), «Как определять минералы по внешним признакам» (1951), «Пособие к самостоятельным занятиям студентов по минералогии» (1955) и др. Также им была создана серия популярных руководств для геологов-поисковиков, начинающих геологов и просто любителей камней. Основная его работа в этой сфере «Практическое руководство по минералогии», впервые издана в 1948 году и переиздавалась в 1955 и 1972 годах. Переведена на китайский язык и в 1959 году издана в Пекине.
В своих работах Н. А. Смольянинов постоянно рассматривал вопросы методики преподавания минералогии в ВУЗах. Являлся руководителем большой группы дипломантов и аспирантов МГУ и МГРИ.

### Музейная работа
По поручению профессора кафедры минералогии МГУ С. Ф. Глинки в студенческие годы систематизировал собрание минералов графа Н. П. Румянцева. С этого времени — хранитель Минералогического музея МГУ. В 1920-х годах заведовал минералогическим музеем Московской горной академии. С 1930 года и до самой смерти являлся заведующим минералогическим музеем МГРИ.
Н. А. Смольяниновым написано множество статей по организации музейного дела в России.

### Общественная работа
Участвовал в работе комиссии по Государственным премиям по отделению геолого-географических наук. Был депутатом Моссовета 3-го (1950) и 4-го (1953) созывов.
Умер 6 апреля 1957 года. Похоронен в Москве на Новодевичьем кладбище.

## Награды и премии
- 1933 — Почётная грамота ЦИК Таджикской ССР;
- 1943 — Почётная грамота Верховного Совета Узбекской ССР;
- 1944 — Орден «Знак Почёта»;
- 1946 — Сталинская премия III степени — за открытие, исследование и освоение вольфрамовых месторождений Средней Азии[16];
- 1946 — Медаль «За доблестный труд в Великой Отечественной войне 1941-1945 гг.»
- 1947 — Медаль «В память 800-летия Москвы»[1].
- 1950 — Нагрудный знак «Отличник социалистического соревнования. Министерство геологии и охраны недр СССР»;
- 1955 — Орден Ленина;
- 1956 — Звание Заслуженный деятель науки и техники РСФСР[17];

## Память
- В честь Н. А. Смольянинова назван минерал смольяниновит[1][18][19].
- П. В. Калинин, ближайший его соратник по работе в Музее и на кафедре Минералогии МГРИ, писал[20]:

Минералогический музей Московского геолого-разведочного института — это вечный памятник Николаю Алексеевичу, созданный его беззаветным трудом.

- Образцы Н. А. Смольянинова хранятся в фондах Минералогического музея имени А. Е. Ферсмана РАН и Государственного геологического музея имени В. И. Вернадского РАН.
- Часть документов и образцов из личной коллекции Н. А. Смольянинова, сохранённая его дочерью (минералогом Наталией Николаевной Смольяниновой), передана в Рудно-петрографический музей ИГЕМ РАН его внучкой (минералогом Верой Николаевной Смольяниновой).

## Членство в организациях
- Всесоюзное Минералогическое общество — почётный член, состоял c 1914 года.
- Московское общество испытателей природы — старейший член на дату смерти, состоял с 1938 года.